# Телегин, Николай Николаевич
Николай Николаевич Телегин (род. 6 марта 1977) — узбекистанский, российский и азербайджанский борец вольного стиля. Обладатель Кубков мира в команде. Призёр чемпионата России.

## Карьера
В 1997 году в составе московского клуба спортивной борьбы ЦСКА одержал победу на Кубке европейских чемпионов. В июне 2000 года в Калининграде стал бронзовым призёром международного турнир на призы олимпийских чемпионов братьев-близнецов Анатолия и Сергея Белоглазовых. С 2004 года выступает за Азербайджан. В апреле 2004 года в Баку в составе сборной Азербайджана, одолев в финале сборную России, стал обладателем Кубка мира.

## Спортивные результаты
- Чемпионат мира по борьбе среди юниоров 1994 — ;
- Чемпионат мира по борьбе среди военнослужащих 1997 — ;
- Кубок мира по борьбе 2001 (команда) — ;
- Кубок мира по борьбе 2001 — 4;
- Чемпионат мира по борьбе среди военнослужащих 2001 — ;
- Чемпионат России по вольной борьбе 2002 — ;
- Чемпионат мира по борьбе среди военнослужащих 2002 — ;
- Кубок мира по борьбе 2004 (команда) — ;
- Чемпионат Европы по борьбе 2005 — 9;
- Чемпионат мира по борьбе 2005 — 23;